# Te cunosc de undeva! (Sezonul 6)
Sezonul 6 - Gold Edition al emisiunii de divertisment Te cunosc de undeva! a debutat pe Antena 1 la data de 13 septembrie 2014.  Emisiunea a fost prezentată de Alina Pușcaș și Cosmin Seleși.
La cererea publicului, juriul este din nou format din Andreea Bălan, Ozana Barabancea, Aurelian Temișan și Andrei Aradits. 
Pe data de 20 decembrie 2014, sezonul 6 a ajuns la final, câștigătoarea fiind Maria Buză. Locul 2 a fost ocupat de Pepe.

## Distrubuția

### Celebrități
- Lora - cântăreață[3]
- Jorge - cântăreț
- Rona Hartner - actriță și cântăreață
- Maria Buză - cântăreață
- Florin Ristei - cântăreț
- Pepe - cântăreț
- CRBL - cântăreț
- Anda Adam - cântăreață

### Juriul
- Andreea Bălan
- Ozana Barabancea
- Aurelian Temișan
- Andrei Aradits

## Interpretări
Legendă:
     Câștigător
| Star   | Ediția 1          | Ediția 2         | Ediția 3       | Ediția 4            | Ediția 5             | Ediția 6            | Ediția 7         | Ediția 8         |
| ------ | ----------------- | ---------------- | -------------- | ------------------- | -------------------- | ------------------- | ---------------- | ---------------- |
| CRBL   | Brinsley Ford     | Mr.Saik          | Dalida         | Pharrel & Daft Punk | Hanno Höfer          | Jason Derulo        | Carmen Miranda   | Andrei Ștefăneț  |
| Florin | Ricky Martin      | Shakira          | Fuego          | Madonna             | Florian Pittiș       | Corina              | Panjabi MC       | Pink             |
| Jorge  | Shontelle         | Freddie Mercury  | Elena Gheorghe | Shaggy              | Beyoncé              | Faydee              | Inna             | Frank Sinatra    |
| Lora   | Jennifer Lopez    | Bon Jovi         | Lauryn Hill    | Kylie Minogue       | Witney Houston       | Bruno Mars          | Amy Winehouse    | Mihaela Runceanu |
| Maria  | Anna Vissi        | Julio Iglesias   | David Bisbal   | Elena Cârstea       | Judy Garland         | Nelu Vlad           | Shirley Bassey   | Celia Cruz       |
| Pepe   | Maria Lătărețu    | Jean Constantin  | Cris Cab       | Lora                | Jordy                | Marian Nistor       | Ileana Ciuculete | LMFAO            |
| Rona   | Aretha Franklin   | Mory Kanté       | Taco           | Adrian Minune       | Thalia               | Margareta Clipa     | Demis Roussos    | Emeli Sande      |
|        |                   |                  |                |                     |                      |                     |                  |                  |
| Star   | Ediția 9          | Ediția 10        | Ediția 11      | Ediția 12           | Ediția 13            | Ediția 14           | Ediția 15        |                  |
| Anda   | Elvis Presley     | Rihanna          | Sia            | Constantin Enceanu  | Nicole Cherry        | Peter Freudenthaler | —                |                  |
| CRBL   | Nicki Minaj       | Puff Daddy       | Ioana Radu     | Dr.Alban            | Nicoleta Voica       | Keith Flint         | —                |                  |
| Florin | Floarea Calotă    | Cezar Ouatu      | Gloria Estefan | Rona Hartner        | Nicu Covaci          | Jennifer Lopez      | —                |                  |
| Jorge  | Anda Adam         | Loalwa Braz      | Alex Velea     | Nasri Atweh         | Nicola               | Brian Hyland        | M.P.Cojocărița   |                  |
| Lora   | Axl Rose          | Florin Chilian   | M.P.Cojocărița | J Balvin            | Pepe                 | Whigfield           | Romica Puceanu   |                  |
| Maria  | Gene Kelly        | Irina Loghin     | Corina Chiriac | Belinda Carlisle    | Nicu Alifantis       | Steven Tyler        | Ioana Radu       |                  |
| Pepe   | Dolores O'Riordan | Tom Jones        | Gabry          | Alejandro Sanz      | George Nicolescu     | Luciano Pavarotti   | Gică Petrescu    |                  |
| Rona   | Enrique Iglesias  | Mireille Mathieu | Zucchero       | Andreea Bălan       | Nicolae Furdui Iancu | Sophia Loren        | Loredana Groza   |                  |

## Scor total
Legenda
Numere roșii indică concurentul care a obținut cel mai mic scor.
Numere verzi indică concurentul care a obținut cel mai mare scor.
     indică concurentul care a părăsit competiția.
     indică concurentul câștigător.
     indică concurentul de pe locul 2.
     indică concurentul de pe locul 3.
| Concurent | Cel mai mic scor | Cel mai mare scor cu tot cu finala | 1  | 2  | 3  | 4  | 5  | 6  | 7  | 8  | 9  | 10 | 11 | 12 | 13 | 14 | 15 | Er. | Locuri | castigat | pierdut | Total (1-14) |
| --------- | ---------------- | ---------------------------------- | -- | -- | -- | -- | -- | -- | -- | -- | -- | -- | -- | -- | -- | -- | -- | --- | ------ | -------- | ------- | ------------ |
| Maria     | 16               | 83                                 | 26 | 20 | 27 | 83 | 41 | 27 | 38 | 16 | 61 | 28 | 38 | 22 | 33 | 32 | 74 | +5  | 4-5    | 3        | 2       | 497          |
| Pepe      | 19               | 70                                 | 19 | 37 | 28 | 35 | 20 | 53 | 22 | 59 | 45 | 22 | 49 | 30 | 37 | 46 | 70 | 0   | 3      | 3        | 4       | 502          |
| Jorge     | 24               | 73                                 | 37 | 73 | 44 | 24 | 41 | 27 | 45 | 30 | 37 | 31 | 48 | 34 | 42 | 25 | 60 | 0   | 1      | 1        | 0       | 538          |
| Rona      | 17               | 73                                 | 73 | 34 | 29 | 28 | 25 | 27 | 30 | 24 | 18 | 47 | 32 | 66 | 17 | 51 | 60 | -4  | 4-5    | 2        | 2       | 497          |
| Lora      | 25               | 73                                 | 46 | 38 | 73 | 33 | 33 | 43 | 35 | 40 | 38 | 27 | 26 | 25 | 35 | 25 | 58 | +1  | 2      | 1        | 1       | 518          |
| Florin    | 16               | 60                                 | 28 | 26 | 24 | 28 | 40 | 38 | 53 | 48 | 22 | 60 | 19 | 46 | 48 | 16 | —  | 0   | 6      | 3        | 4       | 496          |
| CRBL      | 19               | 66                                 | 19 | 33 | 27 | 34 | 32 | 49 | 27 | 32 | 38 | 35 | 35 | 44 | 29 | 66 | —  | -5  | 7      | 1        | 2       | 495          |
| Anda      | 17               | 52                                 | 36 | 23 | 32 | 19 | 52 | 20 | 34 | 35 | 25 | 34 | 37 | 17 | 43 | 23 | —  | 0   | 8      | 1        | 4       | 430          |

## Ediții

### Ediția 1
- difuzare originală : 13 septembrie 2014

| Nr. | Celebritate   | Scor               | Puncte bonus     | Muzică                                           | Loc | Total |
| --- | ------------- | ------------------ | ---------------- | ------------------------------------------------ | --- | ----- |
| 01  | Maria Buză    | 26 (8, 8, 5, 5)    | —                | Anna Vissi — "Kanesas"                           | 6   | 26    |
| 02  | Pepe          | 19 (5, 4, 6, 4)    | —                | Maria Lătărețu — Mai ții minte, măi dragă Marie? | 7/8 | 19    |
| 03  | Anda Adam     | 36 (9, 12, 7, 8)   | —                | Katy Perry — "Dark Horse"                        | 4   | 36    |
| 04  | CRBL          | 19 (4, 5, 4, 6)    | —                | Brinsley Ford — "Shine"                          | 7/8 | 19    |
| 05  | Rona Hartner  | 43 (12, 9, 12, 10) | 5 (Maria Buză)   | Aretha Franklin — "Think"                        | 1   | 73    |
| 05  | Rona Hartner  | 43 (12, 9, 12, 10) | 5 (Pepe)         | Aretha Franklin — "Think"                        | 1   | 73    |
| 05  | Rona Hartner  | 43 (12, 9, 12, 10) | 5 (CRBL)         | Aretha Franklin — "Think"                        | 1   | 73    |
| 05  | Rona Hartner  | 43 (12, 9, 12, 10) | 5 (Jorge)        | Aretha Franklin — "Think"                        | 1   | 73    |
| 05  | Rona Hartner  | 43 (12, 9, 12, 10) | 5 (Lora)         | Aretha Franklin — "Think"                        | 1   | 73    |
| 05  | Rona Hartner  | 43 (12, 9, 12, 10) | 5 (Ristei)       | Aretha Franklin — "Think"                        | 1   | 73    |
| 06  | Jorge         | 32 (7, 6, 10, 9)   | 5( Rona Harther) | Shontelle — "Impossible"                         | 3   | 37    |
| 07  | Lora          | 41 (10, 10, 9, 12) | 5 (Anda Adam)    | Jennifer López — "Jenny from the block"          | 2   | 46    |
| 08  | Florin Ristei | 28 (6, 7, 8, 7)    | —                | Ricky Martin — "Vida"                            | 5   | 28    |

### Ediția 2
- difuzare originală : 20 septembrie 2014
- invitat : Anastasia Lazariuc : "Woman in Love" — Barbara Streisand

| Nr. | Celebritate   | Scor                | Puncte bonus      | Muzică                                      | Loc | Total |
| --- | ------------- | ------------------- | ----------------- | ------------------------------------------- | --- | ----- |
| 01  | Jorge         | 48 (12, 12, 12, 12) | 5 (Anda Adam)     | Freddie Mercury — "Bohemian rhapsody"       | 1   | 73    |
| 01  | Jorge         | 48 (12, 12, 12, 12) | 5 (Florin Ristei) | Freddie Mercury — "Bohemian rhapsody"       | 1   | 73    |
| 01  | Jorge         | 48 (12, 12, 12, 12) | 5 (Lora)          | Freddie Mercury — "Bohemian rhapsody"       | 1   | 73    |
| 01  | Jorge         | 48 (12, 12, 12, 12) | 5 (CRBL)          | Freddie Mercury — "Bohemian rhapsody"       | 1   | 73    |
| 01  | Jorge         | 48 (12, 12, 12, 12) | 5 (Maria Buză)    | Freddie Mercury — "Bohemian rhapsody"       | 1   | 73    |
| 02  | Anda Adam     | 18 (4, 4, 5, 5)     | 5 (Rona Hartner)  | Maximilian — "Zbor cu parapanta"            | 7   | 23    |
| 03  | Pepe          | 32 (10, 6, 7, 9)    | 5 (Jorge)         | Jean Constantin — "Fir-ar mama ei de viață" | 3   | 37    |
| 04  | Rona Hartner  | 34 (7, 7, 10, 10)   | —                 | Mory Kanté — "Yeke Yeke"                    | 4   | 34    |
| 05  | Florin Ristei | 26 (6, 10, 6, 4)    | —                 | Shakira — "La La La"                        | 6   | 26    |
| 06  | Lora          | 33 (8, 9, 9, 7)     | 5 (Pepe)          | Bon Jovi — "It's My Life"                   | 2   | 38    |
| 07  | CRBL          | 33 (9, 8, 8, 8)     | —                 | Mr.Saik — "Saca la rakataka"                | 5   | 33    |
| 08  | Maria Buză    | 20 (5, 5, 4, 6)     | —                 | Julio Iglesias — "Manuela"                  | 8   | 20    |

### Ediția 3
- difuzare originală : 27 septembrie 2014
- invitat : Fuego : "Unde Dragoste Nu E, Nimic Nu E" — Gheorghe Gheorghiu

| Nr. | Celebritate   | Scor                | Puncte bonus      | Muzică                                       | Loc | Total |
| --- | ------------- | ------------------- | ----------------- | -------------------------------------------- | --- | ----- |
| 01  | CRBL          | 22 (5, 7, 5, 5)     | 5 (Jorge)         | Dalida — "Darla Dirladada"                   | 6/7 | 27    |
| 02  | Maria Buză    | 27 (7, 8, 4, 8)     | —                 | David Bisbal — "Buleria"                     | 6/7 | 27    |
| 03  | Pepe          | 28 (8, 5, 8, 7)     | —                 | Cris Cab — "Liar Liar"                       | 5   | 28    |
| 04  | Florin Ristei | 24 (4, 4, 7, 9)     | —                 | Fuego — "Ca românu' nu-i nici unul"          | 8   | 24    |
| 05  | Jorge         | 39 (10, 9, 10, 10)  | 5 (Pepe)          | Elena Gheorghe — "Mamma mia (He's italiano)" | 2   | 44    |
| 06  | Lora          | 48 (12, 12, 12, 12) | 5 (CRBL)          | Lauryn Hill — "Doo Wop"                      | 1   | 73    |
| 06  | Lora          | 48 (12, 12, 12, 12) | 5 (Maria Buză)    | Lauryn Hill — "Doo Wop"                      | 1   | 73    |
| 06  | Lora          | 48 (12, 12, 12, 12) | 5 (Florin Ristei) | Lauryn Hill — "Doo Wop"                      | 1   | 73    |
| 06  | Lora          | 48 (12, 12, 12, 12) | 5 (Anda Adam)     | Lauryn Hill — "Doo Wop"                      | 1   | 73    |
| 06  | Lora          | 48 (12, 12, 12, 12) | 5 (Rona Hartner)  | Lauryn Hill — "Doo Wop"                      | 1   | 73    |
| 07  | Anda Adam     | 27 (6, 6, 9, 6)     | 5 (Lora)          | Angela Similea — "Un albastru infinit"       | 3   | 32    |
| 08  | Rona Hartner  | 29 (9, 10, 6, 4)    | —                 | Taco — "Put It On The Ritz"                  | 4   | 29    |

Note
1. ^ Premiul "Travestiul de Aur"

### Ediția 4
- difuzare originală : 4 octombrie 2014
- invitat : Sore: "Billie Jean" — Michael Jackson

| Nr. | Celebritate   | Scor                | Puncte bonus      | Muzică                            | Loc | Total |
| --- | ------------- | ------------------- | ----------------- | --------------------------------- | --- | ----- |
| 01  | Anda Adam     | 19 (4, 6, 4, 5)     | —                 | Marc Anthony — "Vivir mi vida"    | 8   | 19    |
| 02  | CRBL          | 29 (8, 7, 5, 9)     | 5 (Maria Buză)    | Pharrel & Daft Punk — "Get Lucky" | 3   | 34    |
| 03  | Rona Hartner  | 28 (7, 5, 8, 8)     | —                 | Adrian Minune — "Tutti Frutti"    | 5/6 | 28    |
| 04  | Lora          | 33 (9, 10, 7, 7)    | —                 | Kylie Minogue — "Slow"            | 4   | 33    |
| 05  | Pepe          | 35 (10, 9, 10, 6)   | —                 | Lora — "Puișor"                   | 2   | 35    |
| 06  | Florin Ristei | 28 (5, 4, 9, 10)    | —                 | Madonna — "Like a virgin"         | 5/6 | 28    |
| 07  | Maria Buză    | 48 (12, 12, 12, 12) | 5 (Anda Adam)     | Elena Cârstea — "Dacă ochii tăi"  | 1   | 83    |
| 07  | Maria Buză    | 48 (12, 12, 12, 12) | 5 (CRBL)          | Elena Cârstea — "Dacă ochii tăi"  | 1   | 83    |
| 07  | Maria Buză    | 48 (12, 12, 12, 12) | 5 (Rona Hartner)  | Elena Cârstea — "Dacă ochii tăi"  | 1   | 83    |
| 07  | Maria Buză    | 48 (12, 12, 12, 12) | 5 (Lora)          | Elena Cârstea — "Dacă ochii tăi"  | 1   | 83    |
| 07  | Maria Buză    | 48 (12, 12, 12, 12) | 5 (Pepe)          | Elena Cârstea — "Dacă ochii tăi"  | 1   | 83    |
| 07  | Maria Buză    | 48 (12, 12, 12, 12) | 5 (Florin Ristei) | Elena Cârstea — "Dacă ochii tăi"  | 1   | 83    |
| 07  | Maria Buză    | 48 (12, 12, 12, 12) | 5 (Jorge)         | Elena Cârstea — "Dacă ochii tăi"  | 1   | 83    |
| 08  | Jorge         | 24 (6, 8, 6, 4)     | —                 | Shaggy — "Hey, sexy lady"         | 7   | 24    |

### Ediția 5
- difuzare originală : 11 octombrie 2014
- invitat: Giulia: "Rhythm Nation" — Janet Jackson

| Nr. | Celebritate   | Scor               | Puncte bonus      | Muzică                                         | Loc | Total |
| --- | ------------- | ------------------ | ----------------- | ---------------------------------------------- | --- | ----- |
| 01  | Maria Buză    | 36 (8, 7, 12, 9)   | 5 (Rona Hartner)  | Judy Garland — "Get Happy"                     | 2/3 | 41    |
| 02  | Rona Hartner  | 25 (6, 8, 7, 4)    | —                 | Thalia — "Amar sin ser amada"                  | 7   | 25    |
| 03  | Florin Ristei | 35 (9, 6, 8, 12)   | 5 (CRBL)          | Florian Pittiș — "Ploaia care va veni"         | 4   | 40    |
| 04  | Anda Adam     | 37 (10, 12, 5, 10) | 5 (Maria Buză)    | Rita Ora — "I will never let you down"         | 1   | 52    |
| 04  | Anda Adam     | 37 (10, 12, 5, 10) | 5 (Jorge)         | Rita Ora — "I will never let you down"         | 1   | 52    |
| 04  | Anda Adam     | 37 (10, 12, 5, 10) | 5 (Lora)          | Rita Ora — "I will never let you down"         | 1   | 52    |
| 05  | Pepe          | 20 (4, 5, 6, 5)    | —                 | Jordy — "Dur, dur d'etre bebe"                 | 8   | 20    |
| 06  | Jorge         | 31 (7, 9, 9, 6)    | 5 (Anda Adam)     | Beyoncé — "If I were a boy"                    | 2/3 | 41    |
| 06  | Jorge         | 31 (7, 9, 9, 6)    | 5 (Pepe)          | Beyoncé — "If I were a boy"                    | 2/3 | 41    |
| 07  | Lora          | 33 (5, 10, 10, 8)  | —                 | Witney Houston — "I wanna dance with somebody" | 5   | 33    |
| 08  | CRBL          | 27 (12, 4, 4, 7)   | 5 (Florin Ristei) | Hanno Höfer — "Dragostea-i ca și o raie"       | 6   | 32    |

### Ediția 6
- difuzare originală : 18 octombrie 2014
- invitat : Mirela Boureanu Vaida : "If I Could Turn Back Time" — Cher

| Nr. | Celebritate   | Scor               | Puncte bonus      | Muzică                                          | Loc   | Total |
| --- | ------------- | ------------------ | ----------------- | ----------------------------------------------- | ----- | ----- |
| 01  | Lora          | 33 (8, 8, 10, 7)   | 5 (CRBL)          | Bruno Mars — "Grenade"                          | 3     | 43    |
| 01  | Lora          | 33 (8, 8, 10, 7)   | 5 (Florin Ristei) | Bruno Mars — "Grenade"                          | 3     | 43    |
| 02  | Pepe          | 43 (12, 7, 12, 12) | 5 (Maria Buză)    | Marian Nistor — "Veniți, privighetoarea cântă!" | 1     | 53    |
| 02  | Pepe          | 43 (12, 7, 12, 12) | 5 (Anda Adam)     | Marian Nistor — "Veniți, privighetoarea cântă!" | 1     | 53    |
| 03  | Jorge         | 27 (6, 10, 6, 5)   | —                 | Faydee — "Maria"                                | 5/6/7 | 27    |
| 04  | Rona Hartner  | 27 (9, 5, 4, 9)    | —                 | Margareta Clipa — "Zi-i, Vasile, zi-i"          | 5/6/7 | 27    |
| 05  | CRBL          | 34 (5, 12, 7, 10)  | 5 (Pepe)          | Jason Derulo — "Wiggle"                         | 2     | 49    |
| 05  | CRBL          | 34 (5, 12, 7, 10)  | 5 (Jorge)         | Jason Derulo — "Wiggle"                         | 2     | 49    |
| 05  | CRBL          | 34 (5, 12, 7, 10)  | 5 (Rona Hartner)  | Jason Derulo — "Wiggle"                         | 2     | 49    |
| 06  | Maria Buză    | 27 (10, 6, 5, 6)   | —                 | Nelu Vlad — "Cenușăreasa"                       | 5/6/7 | 27    |
| 07  | Florin Ristei | 33 (7, 9, 9, 8)    | 5 (Lora)          | Corina — "Autobronzant"                         | 4     | 38    |
| 08  | Anda Adam     | 20 (4, 4, 8, 4)    | —                 | Khaled — "Aicha"                                | 8     | 20    |

### Ediția 7
- difuzare originală : 25 octombrie 2014
- invitat : Anca Sigartău: — "I Love Rock 'n' Roll" — Joan Jett

| Nr. | Celebritate   | Scor              | Puncte bonus      | Muzică                                | Loc | Total |
| --- | ------------- | ----------------- | ----------------- | ------------------------------------- | --- | ----- |
| 01  | Florin Ristei | 38 (8, 8, 12, 10) | 5 (CRBL)          | Panjabi MC — "Mundian To Bach Ke"     | 1   | 53    |
| 01  | Florin Ristei | 38 (8, 8, 12, 10) | 5 (Pepe)          | Panjabi MC — "Mundian To Bach Ke"     | 1   | 53    |
| 01  | Florin Ristei | 38 (8, 8, 12, 10) | 5 (Jorge)         | Panjabi MC — "Mundian To Bach Ke"     | 1   | 53    |
| 02  | Maria Buză    | 33 (12, 6, 10, 5) | 5 (Rona Hartner)  | Shirley Bassey — "Never Never Never"  | 3   | 38    |
| 03  | CRBL          | 22 (6, 5, 5, 6)   | 5 (Lora)          | Carmen Miranda — "Mamãe Eu Quero"     | 7   | 27    |
| 04  | Anda Adam     | 34 (10, 10, 7, 7) | —                 | Nicole Scherzinger — "Right There"    | 5   | 34    |
| 05  | Lora          | 30 (9, 7, 6, 8)   | 5 (Anda Adam)     | Amy Winehouse — "Valerie"             | 4   | 35    |
| 06  | Pepe          | 22 (5, 4, 4, 9)   | —                 | Ileana Ciuculete — "Ciorbă de curcan" | 8   | 22    |
| 07  | Rona Hartner  | 25 (4, 9, 8, 4)   | 5 (Maria Buză)    | Demis Roussos — "Come Waltz with me"  | 6   | 30    |
| 08  | Jorge         | 40 (7, 12, 9, 12) | 5 (Florin Ristei) | Inna — "Cola Song"                    | 2   | 45    |

### Ediția 8
- difuzare originală : 1 noiembrie 2014
- invitat : Alexandra Velniciuc (cu Aurelian Temișan): "L.O.V.E" — Natalie Cole și Nat King Cole

| Nr. | Celebritate   | Scor                | Puncte bonus      | Muzică                              | Loc | Total |
| --- | ------------- | ------------------- | ----------------- | ----------------------------------- | --- | ----- |
| 01  | Pepe          | 44 (10, 12, 10, 12) | 5 (Rona Hartner)  | LMFAO — "Sexy and I Know It"        | 1   | 59    |
| 01  | Pepe          | 44 (10, 12, 10, 12) | 5 (Maria Buză)    | LMFAO — "Sexy and I Know It"        | 1   | 59    |
| 01  | Pepe          | 44 (10, 12, 10, 12) | 5 (Jorge)         | LMFAO — "Sexy and I Know It"        | 1   | 59    |
| 02  | Rona Hartner  | 24 (7, 6, 5, 6)     | —                 | Emeli Sandé — "My kind of love"     | 7   | 24    |
| 03  | CRBL          | 27 (5, 5, 7, 10)    | 5 (Anda Adam)     | Andrei Ștefăneț — "Jaga, Jaga"      | 5   | 32    |
| 04  | Anda Adam     | 25 (6, 8, 6, 5)     | 5 (CRBL)          | Georgia Gibbs — "Kiss of fire"      | 4   | 35    |
| 04  | Anda Adam     | 25 (6, 8, 6, 5)     | 5 (Florin Ristei) | Georgia Gibbs — "Kiss of fire"      | 4   | 35    |
| 05  | Florin Ristei | 43 (12, 10, 12, 9)  | 5 (Lora)          | Pink — "So What"                    | 2   | 48    |
| 06  | Lora          | 35 (9, 9, 9, 8)     | 5 (Pepe)          | Mihaela Runceanu — "Iartă"          | 3   | 40    |
| 07  | Maria Buză    | 16 (4, 4, 4, 4)     | —                 | Celia Cruz — "Oye como va"          | 8   | 16    |
| 08  | Jorge         | 30 (8, 7, 8, 7)     | —                 | Frank Sinatra — "Love and Marriage" | 6   | 30    |

### Ediția 9
- difuzare originală : 8 noiembrie 2014
- invitat : Alina Eremia : "Total Eclipse of the Heart" — Bonnie Tyler

| Nr. | Celebritate   | Scor                | Puncte bonus      | Muzică                                  | Loc | Total |
| --- | ------------- | ------------------- | ----------------- | --------------------------------------- | --- | ----- |
| 01  | CRBL          | 28 (7, 6, 8, 7)     | 5 (Jorge)         | Nicki Minaj — "Super bass"              | 3/4 | 38    |
| 01  | CRBL          | 28 (7, 6, 8, 7)     | 5 (Pepe)          | Nicki Minaj — "Super bass"              | 3/4 | 38    |
| 02  | Lora          | 38 (8, 8, 12, 10)   | —                 | Axl Rose — "Sweet Child o' Mine"        | 3/4 | 38    |
| 03  | Jorge         | 32 (9, 9, 6, 8)     | 5 (Anda Adam)     | Anda Adam — "Poate fata"                | 5   | 37    |
| 04  | Pepe          | 35 (10, 7, 9, 9)    | 5 (Lora)          | Dolores O'Riordan — "Zombie"            | 2   | 45    |
| 04  | Pepe          | 35 (10, 7, 9, 9)    | 5 (Maria Buză)    | Dolores O'Riordan — "Zombie"            | 2   | 45    |
| 05  | Anda Adam     | 25 (4, 10, 5, 6)    | —                 | Elvis Presley — "Bossa Nova Baby"       | 6   | 25    |
| 06  | Florin Ristei | 22 (6, 4, 7, 5)     | —                 | Floarea Calotă — "Măi băiete, băiețele" | 7   | 22    |
| 07  | Rona Hartner  | 18 (5, 5, 4, 4)     | —                 | Enrique Iglesias — "Bailando"           | 8   | 18    |
| 08  | Maria Buză    | 46 (12, 12, 10, 12) | 5 (CRBL)          | Gene Kelly — "Singin' in the Rain"      | 1   | 61    |
| 08  | Maria Buză    | 46 (12, 12, 10, 12) | 5 (Florin Ristei) | Gene Kelly — "Singin' in the Rain"      | 1   | 61    |
| 08  | Maria Buză    | 46 (12, 12, 10, 12) | 5 (Rona Hartner)  | Gene Kelly — "Singin' in the Rain"      | 1   | 61    |

### Ediția 10
- difuzare originală : 15 noiembrie 2014
- invitat : Cezar Ouatu:  "Endless Love"  — Lionel Richie & Diana Ross

| Nr. | Celebritate   | Scor               | Puncte bonus      | Muzică                                               | Loc | Total |
| --- | ------------- | ------------------ | ----------------- | ---------------------------------------------------- | --- | ----- |
| 01  | Jorge         | 31 (12, 6, 7, 6)   | —                 | Loalwa Braz — "Lambada"                              | 5   | 31    |
| 02  | Florin Ristei | 40 (8, 10, 10, 12) | 5 (Jorge)         | Cezar Ouatu — "It's My Life"                         | 1   | 60    |
| 02  | Florin Ristei | 40 (8, 10, 10, 12) | 5 (Maria Buză)    | Cezar Ouatu — "It's My Life"                         | 1   | 60    |
| 02  | Florin Ristei | 40 (8, 10, 10, 12) | 5 (Rona Hartner)  | Cezar Ouatu — "It's My Life"                         | 1   | 60    |
| 02  | Florin Ristei | 40 (8, 10, 10, 12) | 5 (CRBL)          | Cezar Ouatu — "It's My Life"                         | 1   | 60    |
| 03  | Maria Buză    | 28 (9, 5, 4, 10)   | —                 | Irina Loghin — "Mândră și frumoasă-i Valea Prahovei" | 6   | 28    |
| 04  | Pepe          | 22 (6, 7, 5, 4)    | —                 | Tom Jones — "It's Not Unusual"                       | 8   | 22    |
| 05  | Anda Adam     | 29 (5, 9, 6, 9)    | 5 (Lora)          | Rihanna — "Umbrella"                                 | 4   | 34    |
| 06  | Rona Hartner  | 42 (10, 12, 12, 8) | 5 (Pepe)          | Mireille Mathieu — "Der Pariser Tango"               | 2   | 47    |
| 07  | Lora          | 22 (4, 4, 9, 5)    | 5 (Anda Adam)     | Florin Chilian — "Zece"                              | 7   | 27    |
| 08  | CRBL          | 30 (7, 8, 8, 7)    | 5 (Florin Ristei) | Puff Daddy — "Satisfy You"                           | 3   | 35    |

### Ediția 11
- difuzare originală : 22 noiembrie 2014
- invitat : Oana Sârbu: "Ce Frumoase-s Fetele"  — Romica Puceanu

| Nr. | Celebritate   | Scor                | Puncte bonus      | Muzică                                                  | Loc | Total |
| --- | ------------- | ------------------- | ----------------- | ------------------------------------------------------- | --- | ----- |
| 01  | Rona Hartner  | 32 (8, 6, 9, 9)     | —                 | Zucchero — "La Bamba"                                   | 6   | 32    |
| 02  | Jorge         | 38 (9, 12, 10, 7)   | 5 (Rona Harner)   | Alex Velea — "Din vina ta"                              | 2   | 48    |
| 02  | Jorge         | 38 (9, 12, 10, 7)   | 5 (Florin Ristei) | Alex Velea — "Din vina ta"                              | 2   | 48    |
| 03  | Anda Adam     | 32 (5, 8, 7, 12)    | 5 (CRBL)          | Sia — "Chandelier"                                      | 4   | 37    |
| 04  | Lora          | 26 (7, 9, 6, 4)     | —                 | Matilda Pascal Cojocărița — "Sus paharul, la mulți ani" | 7   | 26    |
| 05  | Maria Buză    | 33 (10, 7, 8, 8)    | 5 (Pepe)          | Corina Chiriac — "Vino, iubire, -napoi"                 | 3   | 38    |
| 06  | Pepe          | 44 (12, 10, 12, 10) | 5 (Maria Buză)    | Gaby — "El Meneaito"                                    | 1   | 49    |
| 07  | CRBL          | 20 (6, 4, 4, 6)     | 5 (Jorge)         | Ioana Radu — "Mai vino seara pe la noi"                 | 5   | 35    |
| 07  | CRBL          | 20 (6, 4, 4, 6)     | 5 (Anda Adam)     | Ioana Radu — "Mai vino seara pe la noi"                 | 5   | 35    |
| 07  | CRBL          | 20 (6, 4, 4, 6)     | 5 (Lora)          | Ioana Radu — "Mai vino seara pe la noi"                 | 5   | 35    |
| 08  | Florin Ristei | 19 (4, 5, 5, 5)     | —                 | Gloria Estefan — "Mi Tierra"                            | 8   | 19    |

### Ediția 12
- difuzare originală : 29 noiembrie 2014

- invitați: Jurații Hell's Kitchen - Iadul Bucătarilor:  - "That's Amore" — Martin, Robbie & Sinatra

| Nr. | Celebritate   | Scor                | Puncte bonus      | Muzică                                       | Loc | Total |
| --- | ------------- | ------------------- | ----------------- | -------------------------------------------- | --- | ----- |
| 01  | Lora          | 25 (5, 7, 7, 6)     | —                 | J Balvin — "6 AM"                            | 6   | 25    |
| 02  | CRBL          | 34 (10, 9, 6, 9)    | 5 (CRBL)          | Dr.Alban — "Sing Hallelujah"                 | 3   | 44    |
| 02  | CRBL          | 34 (10, 9, 6, 9)    | 5 (Florin Ristei) | Dr.Alban — "Sing Hallelujah"                 | 3   | 44    |
| 03  | Anda Adam     | 17 (4, 4, 5, 4)     | —                 | Constantin Enceanu — "Anii care îi am acuma" | 8   | 17    |
| 04  | Jorge         | 34 (9, 8, 10, 7)    | —                 | Nasri Atweh — "Rude"                         | 4   | 34    |
| 05  | Rona          | 46 (12, 12, 12, 10) | 5 (Lora)          | Andreea Bălan — "Moșule ce tânăr ești"       | 1   | 66    |
| 05  | Rona          | 46 (12, 12, 12, 10) | 5 (Anda Adam)     | Andreea Bălan — "Moșule ce tânăr ești"       | 1   | 66    |
| 05  | Rona          | 46 (12, 12, 12, 10) | 5 (Jorge)         | Andreea Bălan — "Moșule ce tânăr ești"       | 1   | 66    |
| 05  | Rona          | 46 (12, 12, 12, 10) | 5 (Pepe)          | Andreea Bălan — "Moșule ce tânăr ești"       | 1   | 66    |
| 06  | Pepe          | 30 (8, 5, 9, 8)     | —                 | Alejandro Sanz — "Corazón partío"            | 5   | 30    |
| 07  | Maria Buză    | 22 (7, 6, 4, 5)     | —                 | Belinda Carlisle — "La Luna"                 | 7   | 22    |
| 08  | Florin Ristei | 36 (6, 10, 8, 12)   | 5 (CRBL)          | Rona Hartner — "Bate vântul frunzele"        | 2   | 46    |
| 08  | Florin Ristei | 36 (6, 10, 8, 12)   | 5 (Rona Hartner)  | Rona Hartner — "Bate vântul frunzele"        | 2   | 46    |

### Ediția 13
- difuzare originală : 6 decembrie 2014
- invitată: Ami (cu Andrei Aradits): "The Monster"  — Eminem & Rihanna

| Nr. | Celebritate   | Scor               | Puncte bonus      | Muzică                                           | Loc | Total |
| --- | ------------- | ------------------ | ----------------- | ------------------------------------------------ | --- | ----- |
| 01  | Florin Ristei | 38 (10, 8, 12, 8)  | 5 (Rona Hartner)  | Nicu Covaci — "Mica Țiganiadă"                   | 1   | 48    |
| 01  | Florin Ristei | 38 (10, 8, 12, 8)  | 5 (Anda Adam)     | Nicu Covaci — "Mica Țiganiadă"                   | 1   | 48    |
| 02  | Anda Adam     | 28 (6, 10, 6, 6)   | 5 (Pepe)          | Nicole Cherry — "Memories"                       | 2   | 43    |
| 02  | Anda Adam     | 28 (6, 10, 6, 6)   | 5 (Lora)          | Nicole Cherry — "Memories"                       | 2   | 43    |
| 02  | Anda Adam     | 28 (6, 10, 6, 6)   | 5 (CRBL)          | Nicole Cherry — "Memories"                       | 2   | 43    |
| 03  | Maria Buză    | 28 (7, 9, 5, 7)    | 5 (Jorge)         | Nicu Alifantis — "Nu mă-ntreba"                  | 6   | 33    |
| 04  | Rona Hartner  | 17 (4, 4, 4, 5)    | —                 | Nicolae Furdui Iancu — "Nu mă bate, Doamne, rău" | 8   | 17    |
| 05  | Pepe          | 32 (9, 5, 8, 10)   | 5 (Florin Ristei) | George Nicolescu — "Eternitate"                  | 4   | 37    |
| 06  | Lora          | 30 (12, 7, 7, 4)   | 5 (Maria Buză)    | Pepe — "Cred că m-am îndrăgostit"                | 5   | 35    |
| 07  | CRBL          | 29 (5, 6, 9, 9)    | —                 | Nicoleta Voica — "Banațean mi numele"            | 7   | 29    |
| 08  | Jorge         | 42 (8, 12, 10, 12) | —                 | Nicola — "Iarna (Milioane)"                      | 3   | 42    |

### Ediția 14
- difuzare originală : 13 decembrie 2014

| Nr. | Celebritate   | Scor | Puncte bonus | Muzică                                    | Loc | Total |
| --- | ------------- | ---- | ------------ | ----------------------------------------- | --- | ----- |
| 01  | Rona Hartner  |      |              | Sophia Loren - "Tu Vuo Fa L'Americano"    | 2   | 51    |
| 02  | Lora          |      |              | Whigfield - "Saturday Night"              | 5/6 | 25    |
| 03  | Pepe          |      | —            | Luciano Pavarotti - "O Sole Mio"          | 3   | 46    |
| 04  | CRBL          |      | —            | Keith Flint - "Fire Starter"              | 1   | 66    |
| 05  | Anda Adam     |      | —            | Peter Freudenthaler" - "Lemon Tree"       | 7   | 23    |
| 06  | Florin Ristei |      | —            | Jennifer Lopez - "I Luh Ya Papi"          | 8   | 16    |
| 07  | Maria Buză    |      | —            | Steven Tyler - "Crazy"                    | 4   | 32    |
| 08  | Jorge         |      | —            | Brian Hyland - "Itsy Bitsy Teenie Weenie" | 5/6 | 25    |

### Ediția 15 - Finala
- difuzare originală : 20 decembrie 2014

| Nr. | Celebritate  | Scor               | Puncte bonus    | Muzică                                                                        | Total | Rezultat final |
| --- | ------------ | ------------------ | --------------- | ----------------------------------------------------------------------------- | ----- | -------------- |
| 01  | Rona Hartner | 39 (10, 12, 10, 7) | 21 (7, 7, 7)    | Loredana Groza — "Sanie Cu Zurgălăi" (cu Ovidiu Lipan-Țăndărică)              | 60    | Locul 3        |
| 02  | Maria Buză   | 42 (12, 10, 8, 12) | 32 (12, 8, 12)  | Ioana Radu — "Dealu-i Deal Și Valea-i Vale" (cu Nelu Ploieșteanu)             | 74    | Câștigător     |
| 03  | Pepe         | 38 (9, 7, 12, 10)  | 32 (10, 12, 10) | Gică Petrescu — "Ionel, Ionelule" (cu Maria Cârneci)                          | 70    | Locul 2        |
| 04  | Lora         | 32 (7, 9, 7, 9)    | 26 (8, 10, 8)   | Romica Puceanu — "Răpirea Din Serai" (cu Cornelia Catangă)                    | 58    | Locul 5        |
| 05  | Jorge        | 33 (8, 8, 9, 8)    | 27 (9, 9, 9)    | M.P.Cojocărița — "În Noaptea Asta Toată Lumea E A Mea" (cu M. Boureanu Vaida) | 60    | Locul 3        |